# Krešimir Režić
Krešimir Režić (Spalato, 13 ottobre 1981) è un allenatore di calcio croato, tecnico dell’ Al-Ra'ed.

## Carriera
Nell'estate del 2019 prende le redini del Croatia Zmijavci neopromossa in 2.HNL. Nel giugno 2020, dopo aver terminato la stagione nel campionato cadetto con un secondo posto, rescinde consensualmente con il club di Zmijavci. A settembre si siede sulla panchina della sezione U-19 del Damac per poi, nel gennaio 2021, venir promosso ad allenatore della prima squadra.

### Statistiche da allenatore
Statistiche aggiornate al 23 febbraio 2023. In grassetto le competizioni vinte.
| Stagione        | Squadra          | Campionato      | Campionato | Campionato | Campionato | Campionato | Coppe nazionali | Coppe nazionali | Coppe nazionali | Coppe nazionali | Coppe nazionali | Coppe continentali | Coppe continentali | Coppe continentali | Coppe continentali | Coppe continentali | Altre coppe | Altre coppe | Altre coppe | Altre coppe | Altre coppe | Totale | Totale | Totale | Totale | % Vittorie | Piazzamento |
| Stagione        | Squadra          | Comp            | G          | V          | N          | P          | Comp            | G               | V               | N               | P               | Comp               | G                  | V                  | N                  | P                  | Comp        | G           | V           | N           | P           | G      | V      | N      | P      | %          | Piazzamento |
| --------------- | ---------------- | --------------- | ---------- | ---------- | ---------- | ---------- | --------------- | --------------- | --------------- | --------------- | --------------- | ------------------ | ------------------ | ------------------ | ------------------ | ------------------ | ----------- | ----------- | ----------- | ----------- | ----------- | ------ | ------ | ------ | ------ | ---------- | ----------- |
| 2019-mar. 2020  | Croatia Zmijavci | 2.HNL           | 19         | 10         | 3          | 6          | -               | -               | -               | -               | -               | -                  | -                  | -                  | -                  | -                  | -           | -           | -           | -           | -           | 19     | 10     | 3      | 6      | 52,63      | 2º          |
| gen.-giu. 2021  | Damac            | SPL             | 17         | 7          | 7          | 3          | KCC             | 0               | 0               | 0               | 0               | -                  | -                  | -                  | -                  | -                  | -           | -           | -           | -           | -           | 17     | 7      | 7      | 3      | 41,18      | Sub., 10º   |
| 2021-2022       | Damac            | SPL             | 30         | 12         | 8          | 10         | KCC             | 1               | 0               | 0               | 1               | -                  | -                  | -                  | -                  | -                  | -           | -           | -           | -           | -           | 31     | 12     | 8      | 11     | 38,71      | 5º          |
| 2022-mar. 2023  | Damac            | SPL             | 19         | 5          | 7          | 7          | KCC             | 1               | 0               | 0               | 1               | -                  | -                  | -                  | -                  | -                  | -           | -           | -           | -           | -           | 20     | 5      | 7      | 8      | 25,00      | Eson.       |
| Totale Damac    | Totale Damac     | Totale Damac    | 66         | 24         | 22         | 20         |                 | 2               | 0               | 0               | 2               |                    | -                  | -                  | -                  | -                  |             | -           | -           | -           | -           | 68     | 24     | 22     | 22     | 35,29      |             |
| 2023-2024       | Al-Tai           | SPL             | 7          | 2          | 1          | 4          | KCC             | 1               | 0               | 0               | 1               | -                  | -                  | -                  | -                  | -                  | -           | -           | -           | -           | -           | 8      | 2      | 1      | 5      | 25,00      | Eson.       |
| mar.-mag. 2025  | Al-Ra'ed         | SPL             | 7          | 1          | 0          | 6          | KCC             | 1               | 0               | 0               | 1               | -                  | -                  | -                  | -                  | -                  | -           | -           | -           | -           | -           | 8      | 1      | 0      | 7      | 12,50      | Sub         |
| Totale carriera | Totale carriera  | Totale carriera | 99         | 37         | 26         | 36         |                 | 4               | 0               | 0               | 4               |                    | -                  | -                  | -                  | -                  |             | -           | -           | -           | -           | 103    | 37     | 26     | 40     | 35,92      |             |